# 奇异球蛛
奇异球蛛（学名：Theridion mirabile）为球蛛科球蛛属的动物。在中国大陆，分布于河北、广西等地，常栖息于菜园、农田的草丛中。该物种的模式产地在河北。